# Nietzchka Keene
Nietzchka Keene (ur. 1952 w Bostonie, zm. 10 października 2004 w Madison w stanie Wisconsin) – amerykańska reżyserka, scenarzystka, producentka.

## Życiorys
Nietzchka Keene urodziła się i wychowała w Bostonie w stanie Massachusetts. W 1975 roku uzyskała tytuł licencjat z germanistyki na University of Massachusetts Amherst, a następnie ukończyła studia magisterskie w zakresie produkcji filmowej na Uniwersytet Kalifornijskim w Los Angeles w 1989. Podczas pobytu w UCLA była asystentką naukową w zakresie języka staroangielskiego i lingwistyki pod kierunkiem doktora Jessego Byocka. Jako studentka wyprodukowała trzy filmy krótkometrażowe Friends (1977), Still (1978) i Hinterland (1983).
W 1985 otrzymała stypendium Fundacji Fulbrighta na wyjazd do Islandii, gdzie prowadziła badania i przygotowywała się do produkcji swojego pierwszego, wielokrotnie nagradzanego filmu fabularnego The Juniper Tree. Po powrocie otrzymała grant od Verna Fields Memorial Scholarship z UCLA na realizację filmu, który ukończyła w 1989. W filmie zagrało tylko pięciu aktorów, wśród których swoją pierwszą rolę w filmie fabularnym zagrała piosenkarka Björk. The Juniper Tree został wyświetlony na ponad 23 festiwalach i imprezach na całym świecie, w tym na Sundance Film Festival, Harvard Film Archive i w Art Institute of Chicago. Zdobył nagrodę Prix du Public at the Festival des Films des Femmes de Montreal w 1990 i pierwszą nagrodę za debiut filmowy na Troia International Film Festival w Portugalii w 1991.
W 1994 wyprodukowała krótkometrażowy film Aves dzięki grantom otrzymanym od National Endowment for the Arts i Uniwersytetu Miami, w którym zastosowała innowacyjne techniki animacji, aby zobrazować duchowy stan zakonnej mniszki. W 1995 Keene rozpoczęła swoją karierę jako profesor na University of Wisconsin-Madison, ucząc filmowania i montażu, do śmierci w wieku 52 lat z powodu raka trzustki w 2004.
Drugi film fabularny, Heroine of Hell, został sfinansowany ze środków pochodzących z Independent Television Service, wspieranej przez PBS, inicjatywie produkcyjnej uruchomionej we wczesnych latach 90. w celu opracowania innowacyjnej pracy dla telewizji publicznej. Łączy w nim średniowieczną ikonografię ze współczesną fabułą. Główne role powierzyła Catherine Keener i Dermotowi Mulroney z Miami. Film ukończyła w 1995, a w 1996 został przesłany za pośrednictwem PBS do stacji członkowskich.
W momencie śmierci Keene miała gotowe dwa projekty, scenariusz zatytułowany Belle, oparty na prawdziwej historii seryjnej morderczyni, Belle Gunness, oraz prawie ukończony trzeci film fabularny Barefoot to Jerusalem. Film został nakręcony w Madison, Wisconsin i na Upper Peninsula of Michigan w 2001 i był w końcowej fazie postprodukcji w chwili śmierci reżyserki. Opowiada o podróży kobiety po samobójstwie ukochanego. Został ukończony i wydany w 2008.
W 2005 wszystkie filmy, taśmy z nagraniami, rękopisy, scenariusze i zdjęcia Keene zostały przekazane Wisconsin Center for Film and Theater Research, jednego z największych na świecie archiwów materiałów badawczych związanych z przemysłem rozrywkowym. Wizjonerstwo Nietzchki Keene ukazane w mistycznym filmie The Juniper Tree zostało docenione przez WCFTR i w 2017 otrzymali grant w wysokości 94 000 dolarów od George Lucas Family Foundation i The Film Foundation, celem renowacji i zachowania filmu.

## Filmografia
- The Juniper Tree (1990)
- Heroine of Hell (1996)
- Barefoot to Jerusalem (2008)

Filmy krótkometrażowe
- Friends (1977)
- Still (1978)
- Hinterland (1983)
- Aves (1994)